# 三出蘡薁
三出蘡薁（学名：Vitis bryoniaefolia var. ternata）为葡萄科葡萄属蘡薁的变种。分布在中国大陆的浙江等地，属中国原产的植物（非从国外引种）。